# デヴィッド・ピープルズ
デヴィッド・ウェッブ・ピープルズ（David Webb Peoples、1940年2月9日 - ）は、アメリカ合衆国の脚本家。妻のジャネット・ピープルズも脚本家。

## 来歴
コネチカット州ミドルタウン出身。カリフォルニア大学バークレー校卒業後、編集技師として映画界入りするが、のちに脚本家に転向した。
1982年の映画『ブレードランナー』では降板したハンプトン・ファンチャーの代役として脚本を改稿し有名となった。特に、劇中に登場する人造人間「レプリカント」の名称を造語したことで知られている。
1989年の『サルート・オブ・ザ・ジャガー』で初監督。1992年の『許されざる者』では、第65回アカデミー賞と第50回ゴールデングローブ賞で脚本賞にノミネート、第27回全米映画批評家協会賞と第18回ロサンゼルス映画批評家協会賞で脚本賞を受賞した。
1998年の『ソルジャー』が興行的に惨敗して以降は表立った活動はしていない。

## 主な作品
- ザ・デイ・アフター・トリニティ The Day After Trinity （1980年） - ジャネット・ピープルズ、ジョン・エルスとの共作。兼編集
- ブレードランナー Blade Runner （1982年） - ハンプトン・ファンチャーとの共作名義
- レディホーク Ladyhawke （1985年） - エドワード・クマーラ、マイケル・トーマス、トム・マンキーウィッツとの共作
- リバイアサン Leviathan （1989年） - ジェブ・スチュアートとの共作
- サルート・オブ・ザ・ジャガー The Blood of Hero （1989年） - 兼監督
- フェイタル・スカイ Fatal Sky （1990年） - 劇場未公開。アンソニー・エーブル名義
- 許されざる者 Unforgiven （1992年）
- 靴をなくした天使 Hero （1992年）
- 12モンキーズ 12 Monkeys （1995年） - ジャネット・ピープルズとの共作
- ソルジャー Soldier （1998年）